# Plurinaționalism
Plurinaționalismul este un termen care denotă coexistența a două sau mai multe grupări naționaliste în cadrul unei politeia (o comunitate organizată). Rafael Correa, președintele Ecuadorului, definește plurinaționalismul drept coexistența a diferite naționalități înăuntrul unui stat unde oameni, culturi și perspective diferite există și sunt recunoscute. În plurinaționalism, ideea de naționalitate este plurală, adică există mai multe naționalități în cadrul unui stat. Derivat din acest concept, statul plurinațional reprezintă existența a numeroase comunități politice și asimetrie constituțională. Utilizarea plurinaționalității are ca scop evitarea diviziunilor într-o țară sau într-un stat. Mai mult, democrația plurinațională recunoaște numeroșii demoi (oameni de rând) dinăuntrul comunității.

## Statul plurinațional
Un stat plurinațional este format prin descentralizarea politică și administrativă unde sistemul administrativ este eterogen din punct de vedere cultural și permite participarea tuturor grupurilor și sectoarelor sociale. Elementele care caracterizează statul plurinațional includ pluralitatea, antibirocrația, redistribuția și o democrație care susține solidaritatea. De asemenea, alte trăsături ale acestei teorii sunt descentralizarea, autonomia, sustenabilitatea, egalitatea și diversitatea.